# В один бік
В один бік (англ. One Way) — німецька кримінальна драма, психологічний трилер 2006 року від режисера Рето Салімбені, спродюсована Тілем Швайгером, який зіграв в ній головну роль.

## Сюжет
Едді Шнайдер — виконавчий директор досить успішного рекламного агентства. Ця компанія належить батькові його нареченої. Едді молодий і успішний, більшою мірою щасливий за своє теперішнє життя. Але один випадок повністю змінює життя головного героя. По своїй волі Едді вирішив дати свідчення на користь насильника, який скоїв жахливий злочин. Через це зловмисник не був покараний за законом. Такої події не зуміла пережити жертва ґвалтівника. Вона вирішила помститися Едді, який не дав посадити в тюрму її мучителя.

## У ролях
| Актор               | Роль           |
| ------------------- | -------------- |
| Тіль Швайгер        | Едді Шнайдер   |
| Лорен Лі Сміт       | Анджеліна Собл |
| Себастьян Робертс   | Ентоні Бірк    |
| Майкл Кларк Дункан  | Генерал        |
| Ерік Робертс        | Нік Свелл      |
| Стефані фон Пфеттен | Джуді Бірк     |
| Арт Хіндл           | Рассел Бірк    |
| Соня Смітс          | Лінда Бірк     |
| Нед Белламі         | Стів Дорн      |
| Деніел Кеш          | Берт Зікинські |